# Sigma Sound Studios
Sigma Sound Studios — студия звукозаписи, основанная в 1968 году звукорежиссёром Джозефом Тарсией. Базировалась в Филадельфии, штат Пенсильвания. Считалась меккой «Филадельфийского саунда».
Расположенная в Филадельфии по адресу Норт-12-стрит, дом 212, это была одна из первых студий в США, оборудованная 24-дорожечным магнитофоном, и первая студия, успешно применившая консольную автоматизацию. В 1997 году владелец студии Джозеф Тарсия, бывший главный звукорежиссёр филадельфийской Cameo-Parkway Studios, также открыл филиал Sigma Sound Studios в Нью-Йорке, в здании Театра Эда Салливана.

## История

### Запись
С самого начала Sigma Sound Studios прочно ассоциировалась с филадельфийским соулом, а в 1970-х — со звучанием музыкантов лейбла Philadelphia International Records Гэмбла и Хаффа (его характерный ритм стал предшественником диско-музыки), а также с классическими, утонченными продюсерскими работами Тома Белла. Их отличительной чертой был стиль продюсирования с использованием струнных и духовых инструментов, ставший известным как «Филадельфийский саунд». Успех этого звучания привлек в студию исполнителей и продюсеров со всех уголков страны, а также Европы и Японии. К концу 1970-х Sigma располагала 10 залами, работавшими круглосуточно и без выходных. Генеральный менеджер Sigma, Гарри Чипец, руководил бизнес-процессами, работая рука об руку с Тарсиа над развитием штата, который на пике востребованности студии насчитывал около 50 человек. Sigma получила более 200 золотых и платиновых наград, а также имела обширную клиентскую базу, который начинается с Ареты Франклин и заканчивается ZZ Top.
Дэвид Боуи записал бо́льшую часть альбома Young Americans в Sigma Philadelphia (август 1974 года). В 1983 году Мадонна использовала нью-йоркскую студию для записи своей дебютной пластинки. 15 апреля 1972 года певец и автор песен Билли Джоэл и его гастрольная группа отыграли часовой концерт в Sigma Studios. Запись песни «Captain Jack» с этого мероприятия снискала популярность на местных радиостанциях задолго до мейнстримовой славы Джоэла, что помогло ему завоевать популярность по всей стране.

### Закрытие и продажа
Тарсия продал нью-йоркскую студию в 1988 году, а филадельфийскую — в 2003-м, но они по-прежнему сохранили название Sigma Sound Studios. 6000 невостребованных записей из 35-летней библиотеки Sigma теперь являются частью Аудиоархива Университета Дрекселя. В 2019 году MAD Dragon Music Group при Университете Дрекселя выпустила 14, считавшихся утерянными, треков The Nat Turner Rebellion, которые были частью архива.
В апрельском выпуске Pro Sound News за 2015 год (NewBay Media) сообщалось, что «здание, в котором находится имеющая историческое значение студия Sigma Sound Studios в Филадельфии, было продано за 1,55 миллиона долларов с намерением переделать помещения под офисы, розничную торговлю, а также жилые помещения». Согласно веб-сайту www.philly.com, студии закрылись в 2014 году. При проверке 9 апреля 2015 г. веб-сайт Sigma Sound Studios все еще был доступен для просмотра, но позднее он был закрыт.

## Наследие
15 октября 2015 года оригинальное здание Sigma Sound Studios было официально признано историческим местом администрацией города Филадельфия. Соответствующая табличка была размещена на его фасаде.
13 ноября 2020 года здание Sigma Studios (по адресу Норт-12-стрит, дом 212) вошло в реестр исторических мест Филадельфии, защищая культурную достопримечательность от сноса.

### Исследовательский центр специальных коллекций
Связанная со Sigma Sound Studios информация собрана в Исследовательском центре специальных коллекций филадельфийского Университета Темпл. Среди выставленных там памятных вещей фигурируют вырезки из газет и журналов, коллекция эфимерок, а также другие публикации. Помимо этого коллекция включает фотографии обоих студий, а также рекламные материалы, в том числе «AddZest» — в основном на японском языке. Кроме того, в коллекции собрана подборка нескольких типов студийных записей и клиппинга.